# Pokarczemna
Pokarczemna – część wsi Wilkołek Grójecki w Polsce, położona w województwie łódzkim, w powiecie sieradzkim, w gminie Złoczew. Wchodzi w skład sołectwa Kamasze.
W latach 1975–1998 Pokarczemna administracyjnie należała do województwa sieradzkiego.